# Xã Washington, Quận Lucas, Ohio
Xã Washington (tiếng Anh: Washington Township) là một xã thuộc quận Lucas, tiểu bang Ohio, Hoa Kỳ. Năm 2010, dân số của xã này là 3.278 người.